# Oktogon

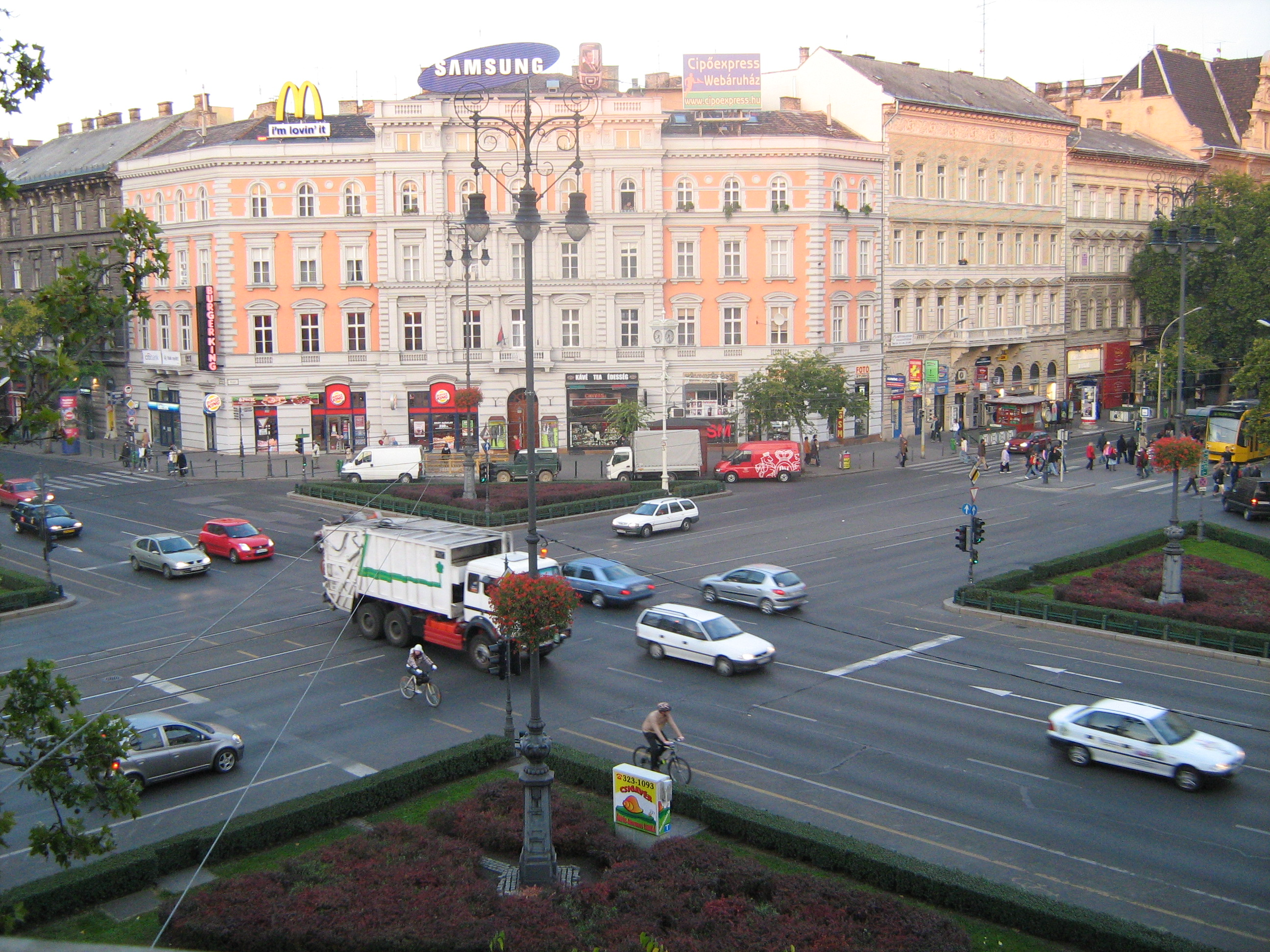
Oktogon

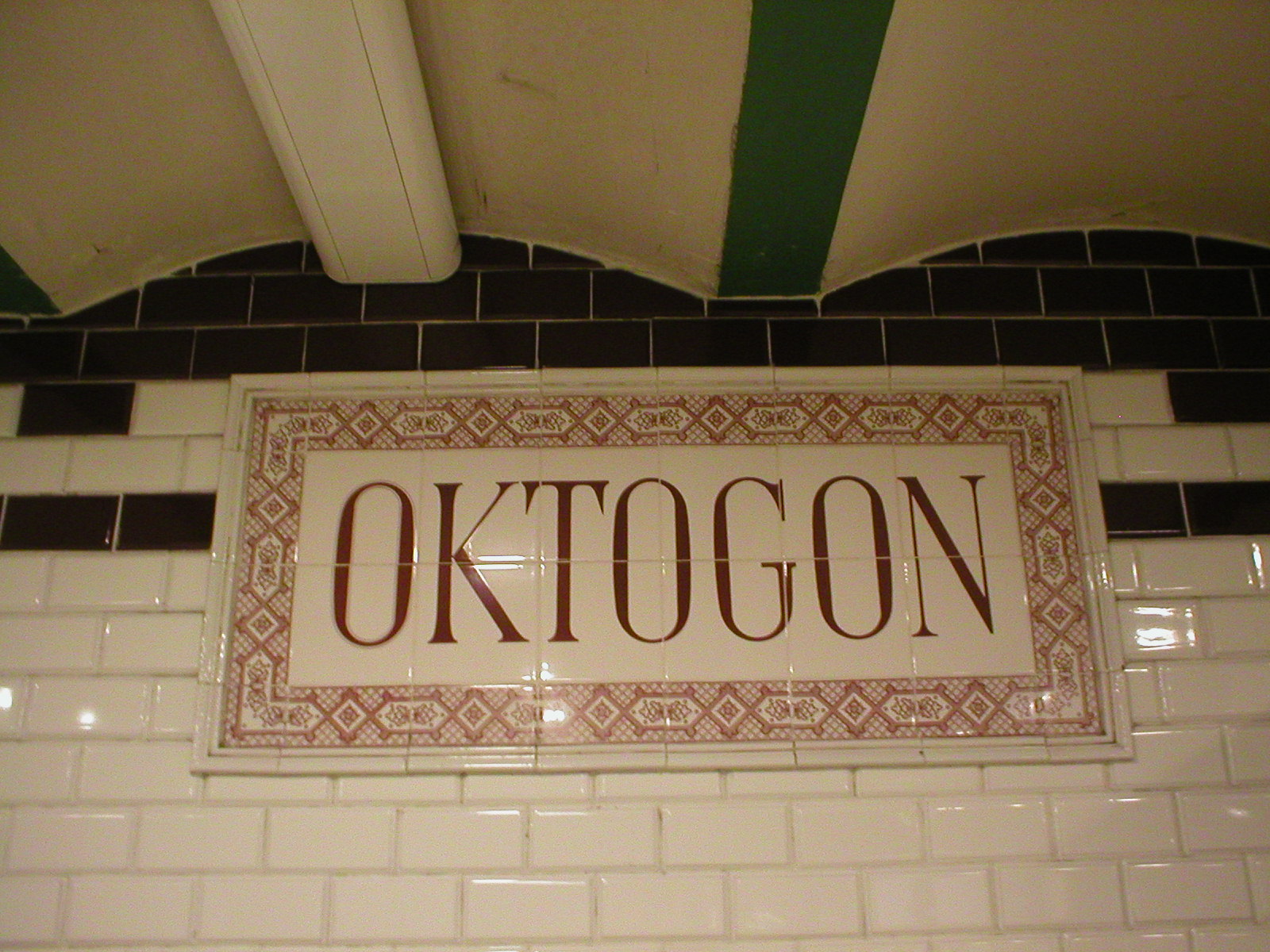
Placa toponímica na estação de metropolitano Oktogon

‎Oktogon é a praça na confluência do Grand Boulevard (Nagykörút) com a Avenida Andrássy (Andrássy út) em Budapeste, Hungria. Oktogon é também uma estação da linha M1 (Millennium) do metropolitano de Budapeste. O nome provém da sua forma octogonal.
Antes da construção da Avenida Andrássy em 1871, havia um buraco no local, que foi então preenchido.. Nos anos seguintes construiu-se quatro grandes edifícios que rodearam o cruzamento, de acordo com planos do arquitecto Antal Szkalnitzky. Entre 1936 e 1945 a praça recebeu o nome Mussolini e entre 1945 e 1990 foi conhecida como 7 de Novembro (em húngaro: November 7.). Depois voltou a receber o nome que ainda hoje tem.